# Stenaroa ignepicta
Stenaroa ignepicta är en fjärilsart som beskrevs av George Francis Hampson 1910. Stenaroa ignepicta ingår i släktet Stenaroa och familjen tofsspinnare. Inga underarter finns listade i Catalogue of Life.